# Бунхум
Бунхум (від араб. بن — кавове дерево, ягода кавового дерева), гешир — напій, виготовлений з ягід кавового дерева або їхньої м'якоті.
Традиційний напій, поширений в Ємені та інших арабських країнах. На відміну від кави — напою з насіння ягід кавового дерева — має жовтуватий або ж жовто-лимонний колір.
Вперше описаний Хусейном ібн Сіною (Авіценною). Він рекомендував його як тонізуючий засіб, який «зміцнює тіло, очищує шкіру і висушує вологу».
Іноді бунхумом називають і каву.